# Furtună la palat
Furtună la palat sau Yi San (이산) este o dramă istorică sud coreeană. În Romania a rulat la TVR 1 în perioada 13 octombrie 2009 – 4 februarie 2010.

## Rezumat
Furtună la palat narează viața Regelui Jeongjo, al 22-lea rege al Dinastia Joseon. Jeongjo este comemorat în film pentru solidaritatea lui cu situația dificilă a omului obișnuit, în ciuda educației și a propriei sale învățături regale.

## Distribuție
- Lee Seo Jin - Yi San / King Jeong Jo
  - Park Ji Bin - copilul Yi San
- Han Ji Min - Seong Song Yeon
  - Lee Han Na - micuța Song Yeon
- Park Eun Hye - regina Hyo Eui
- Lee Jong Soo - Park Dae Su
  - Kwon Oh Min - copilul Dae Su
- Lee Soon Jae - regele Yeong Jo
- Kyun Mi Ri - doamna Hye Kyeong (mama lui Yi San)
- Kim Yeo Jin - prințesa Jeong Sun (soția lui Yeong Jo)
- Sung Hyun Ah - prințesa Hwa Wan (fata lui Yeong Jo)
- Jo Yeon Woo - Jeong Hu Kyeom (fiul adoptiv al Hwa Wan)
  - Lee In Sung - copilul Hu Kyeom
- Song Chang Ui - Jung Yak Yong
- Han Sang Jin - Hong Guk Young (mâna dreaptă al lui Jeong Jo)
- Maeng Sang Hoon - eunucul Nam / Nam Si Cho
- Han In Soo - Chae Je Gong
- Lee Hee Do - Park Dal Ho (unchiul lui Dae Su)
- Kyung In Sun - Mak Seon (patroana tavernei)

Departamentul de artă
- Ji Sang Ryul - Artist Lee Cheon
- Yoo Min Hyuk - Artist Tak Ji Soo
- Shin Guk - Park Yeong Mun (șeful departamentului)
- Lee Ip Sae - Cho Bi (Damo)
- Kim Yoo Jin - Si Bi (Damo)
- Lee Seung Ah - Mi Soo (Damo)

Alti oameni 
- Jo Kyung Hwan - Choi Seok Joo
- Shin Choong Shik - Hong Bong Han
- Na Sung Gyoon - Hong In Hwan
- Jung Myung Hwan - Kim Kwi Joo
- Lee Jae Yong - Jung Tae Woo
- Jung Ho Geun - Min Joo Sik
- Kim So Yi - însoțitoarea Kim
- Lee Sook - însoțitoarea Kang
- Ji Sung Won - Won Bin
- Yoo Yun Ji - Hwa Bin
- Lee Chang Hoon - prințul Sado
- Kang San - prințul Eun Jeon
- Kang Sang Woo - Kang Doo Chi
- Jung Jae Gon - Park Je Ga
- Seo Yoon Ah - însoțitoarea Park Soo In
- Im Hyun Sik - un artist faimos
- HaHa
- Choi Jung Woo
- Lee Hae Woo
- Oh Se Jung
- Oh Ji Eun
- Jang Hee Woong